# Marek Tarnowski
Marek Tarnowski, właściwie Wojciech Zieliński (ur. 22 kwietnia 1942, zm. 15 stycznia 2008 w Gdyni) – polski wokalista rockandrollowy i jazzowy.

## Kariera muzyczna
Pochodził z Gdyni i był jednym z pierwszych wokalistów spod znaku polskiego rock and rolla. W latach późniejszych zwracał się stopniowo w kierunku jazzu. 
Wówczas miał już za sobą udział w legendarnym Jazz Campingu na Kalatówkach (1959), zdobyte nagrody w konkursie festiwalu wokalistów jazzowych (w 1959 i 1960), występ na Jazz Jamboree '60, zaś w ankiecie miesięcznika Jazz zwyciężył czterokrotnie w kategorii „Wokalista”.
Śpiewał z następującymi zespołami muzycznymi: Rhythm and Blues, Big Band Jerzego Matuszkiewicza, Czerwono-Czarni, New Orleans Stompers, Rama 111 i Sami Swoi. Współpracował także z jazzmanami, takimi jak: Urszula Dudziak, Zbigniew Namysłowski, Michał Urbaniak, Włodzimierz Gulgowski, Czesław Bartkowski i Włodzimierz Nahorny. 
Zmarł na atak serca w gdyńskim szpitalu 15 stycznia 2008 roku.